# 黃俄羅斯計劃

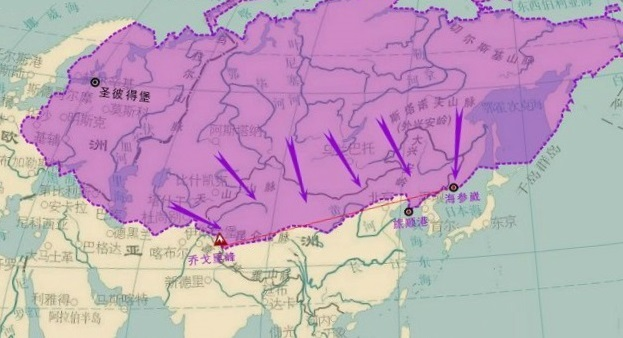
黃俄羅斯計劃示意圖

黄俄罗斯计划（羅馬化：Zheltorossiya），簡稱黃俄，是指俄罗斯帝国在19世紀末至20世紀初，企圖進一步吞併中國領土的計畫，主要目標是中国东北地区（东三省或满洲）。俄羅斯記者及遠東問題作家列维托夫曾著述此事。

## 过程

### 背景
1880年代，俄罗斯帝国完成对中亚的征服，清朝政府在此前已向其割让七河地區（外西北）與外滿洲（外東北）。19世紀末期列強在中國劃分勢力範圍时，俄罗斯帝国再度向清廷租借旅順及大連地區，成立關東州。俄國獲得在中國東三省修建鐵路的特權，修築了橫貫滿洲的清朝东部铁路，同時沿鐵路駐軍，將滿洲納入其勢力範圍。
俄国在修建东清铁路时，適逢義和團之亂爆發，俄国以其作為吞并滿洲的借口。俄国陆军大臣亞歷克塞·庫羅帕特金表示：“这将给我们一个占据满洲的借口”，“我们将把满洲变为第二个布哈拉”。俄国贵族官僚阶层支持吞并远东，《新时报》也将中国东北地区改称为“黄俄罗斯”地区。
1900年，俄国参加八國聯軍之役并获得赔款，但俄国并不满足，发动了「黄俄罗斯计划」。

### 侵略和屠杀
1900年7月，俄国以义和团破坏东清铁路为借口，派兵制造江东六十四屯惨案和海兰泡惨案。“伤重者毙岸，伤轻者死江，未受伤者皆投水溺亡，骸骨漂溢，蔽满江洋”描述了当时的状况。
1900年8月17日，俄国阿穆尔总督宣布：「根据《瑷珲条约》规定，一直归中国当局管辖的前满洲外结雅地区（江东六十四屯）已归我国（俄罗斯帝国）当局管辖，凡离开我方河岸的中国居民，不准重返外结雅地区，他们的土地交给我方，供其专用。」
接着，俄军还攻占了瑷珲和齐齐哈尔等地，控制了東三省铁路沿线的广大地区。

### 終末
盛京將軍增祺被俄國脅逼簽署《奉天交地暫且章程》，引起中外強烈反對而作廢。1902年4月，俄國與中國在北京簽訂《交收東三省條約》，中國確保了俄國在華的眾多特權後，規定俄國一年半內將滿洲歸還中國、並從滿洲撤軍。而後因俄國缺乏守約誠意，在英美的支持及中國官民的幫助下，加上日俄在朝鮮半島爭奪大韓帝國的宗主权，大日本帝國發動日俄戰爭，日本成功的奪去俄國在滿洲的特權。
布爾什維克在1917年發動十月革命推翻俄羅斯共和国建立蘇俄政权，並宣布無條件放棄原帝俄時期在中國的特權，黃俄羅斯計劃遂告終止。1921年，蘇俄促使外蒙古独立，并长期策动新疆叛乱。在新疆当地民众中，苏联积极吸纳侨民。三区革命后，已最大程度上改变了当地，特别是北疆的人口结构。至1950年时，北疆的伊犁、塔城、阿勒泰的苏联侨民已占当地70万人口的40%。中国方面将苏联吸纳侨民的行为，称为“鸠占鹊巢”。直到1960年代中期，中国政府通过遣返、不承认双重国籍等方式才解决新疆苏联侨民问题。

## 後續
由蘇聯支持的中國共產黨在1949年奪得中國政權，建立中華人民共和國。中國共產黨雖在1950年代末逐漸與蘇聯交惡，但因採取與蘇聯相同的馬列主義思想，以及放弃了沙俄占领的中国领土，被部分異見者稱為「黃俄」。
此后「黄俄」一词又在21世纪被解构，指代中国人中部分过分支持俄罗斯立场的人群。特别是在2022年俄羅斯全面入侵烏克蘭中，“黄俄”被非亲俄的中国网民用以嘲讽亲俄派，并再次解构为谐音“黄鹅”、或延伸稱呼為“黃俄孝子”。

### 引用
1. 1 2 3 4 5 6  韩斯年 (编). . 江苏教育出版社. 2013-11. ISBN 9787549916542.
2. 1 2  朱哲芳著,中国近代史教材 下册,第80页
3. ↑  《瑷珲县志》第八卷《庚子俄案》
4. ↑  阿穆尔报编辑部. . 阿穆尔州: 布拉戈维申斯克. 1900年8月17日 （俄语）.